# خورخور علیا
خورخور علیا یک روستا در ایران است که در دهستان قشلاق شرقی واقع شده‌است. خورخور علیا ۱۹۱ نفر جمعیت دارد.